# Liste der Kulturdenkmale in Selent
In der Liste der Kulturdenkmale in Selent sind alle Kulturdenkmale der schleswig-holsteinischen Gemeinde Selent (Kreis Plön) und ihrer Ortsteile aufgelistet (Stand: 10. März 2025).

## Legende
In den Spalten befinden sich folgende Informationen:
- Objekt-ID: die Nummer des Kulturdenkmales
- Lage: die Adresse des Kulturdenkmales und die geographischen Koordinaten. Kartenansicht, um Koordinaten zu setzen. In der Kartenansicht sind Kulturdenkmale ohne Koordinaten mit einem roten Marker dargestellt und können in der Karte gesetzt werden. Kulturdenkmale ohne Bild sind mit einem blauen Marker gekennzeichnet, Kulturdenkmale mit Bild mit einem grünen Marker.
- Offizielle Bezeichnung: Bezeichnung des Kulturdenkmales
- Beschreibung: die Beschreibung des Kulturdenkmales
- Bild: ein Bild des Kulturdenkmales

## Sachgesamtheiten
| Objekt-ID      | Lage | Offizielle Bezeichnung | Beschreibung | Bild                             |
| -------------- | --- | ---------------------- | --- | -------------------------------- |
| 38982 Wikidata | Blomenburg, Blomenburger Allee 2–4, 9, 16, Blomenburger Allee, Graf-Blome-Weg 1, 4, Schlosspark 1 (54° 17′ 8″ N, 10° 25′ 53″ O) | Blomenburg             | Blomenburg; Kernbauten 1840er Jahre; ehem. Jagdsitz des Grafen Otto Blome (1795-1884), mit burgartigem Herrenhaus, weitläufigem Landschaftsgarten, Verwalterwohnhaus sowie verschiedenen Wirtschafts- und Nebengebäuden v. a. des 20. Jahrhunderts - Begründung: geschichtlich, künstlerisch, Kulturlandschaft prägend - Schutzumfang: gesamte Burganlage mit Höfen und Nebengebäuden, Garten bei der Burg mit Stützmauern, ehem. Obstschuppen, Haus "Lüttenhus", Schuppen mit Garagen, Blomenburger Park, nördlicher Gartenpavillon, südlicher Gartenpavillon, Waldpark der Blomenburg westlich der Hauptzufahrt, Garagengebäude (Blomenburg); Direktorenwohnhaus (Schlosspark 1), Doppel-Wohnkate (Blomenburger Allee 2-4), Haus "Eichhof" (Verwaltungs- und Schulhaus) (Blomenburger Allee 13), Wohn- und Wirtschaftsgebäude und Scheune (Blomenburger Allee 16), zwei Wohnhäuser (Graf-Blome-Weg 1,4) | weitere Fotos \| Fotos hochladen |
| 39859 Wikidata | Dorfplatz 8, Dorfplatz (54° 17′ 24″ N, 10° 25′ 39″ O)                                                                           | Kirche St. Servatius   | Aktualisierung vorgesehen - Begründung: geschichtlich, künstlerisch, städtebaulich, Kulturlandschaft prägend - Schutzumfang: Kirche St. Servatius mit Ausstattung, Kirchhof, Grabmale bis 1870, zwei Granittreppen, Feldstein-Böschungsmauer, Feldsteinwall (Dorfplatz); Pastorat (Dorfplatz 8) | weitere Fotos \| Fotos hochladen |

## Bauliche Anlagen
| Objekt-ID      | Lage                                                  | Offizielle Bezeichnung                                     | Beschreibung | Bild                             |
| -------------- | ----------------------------------------------------- | ---------------------------------------------------------- | --- | -------------------------------- |
| 2204 Wikidata  | Blomenburg (54° 17′ 8″ N, 10° 25′ 54″ O)              | Blomenburg: gesamte Burganlage mit Höfen und Nebengebäuden | Die Anlage wurde durch den Berliner Architekten Eduard Knoblauch errichtet. Alteintragung (Aktualisierung vorgesehen) - Begründung: geschichtlich, städtebaulich, Kulturlandschaft prägend - Schutzumfang: Alteintragung (Aktualisierung vorgesehen) - Denkmaltyp: Bauliche Anlage, Sachgesamtheit: Blomenburg | Fotos hochladen                  |
| 9194 Wikidata  | Blomenburg (54° 17′ 5″ N, 10° 25′ 54″ O)              | ehem. Obstschuppen                                         | Alteintragung (Aktualisierung vorgesehen) - Begründung: geschichtlich, Kulturlandschaft prägend - Schutzumfang: Alteintragung (Aktualisierung vorgesehen) - Denkmaltyp: Bauliche Anlage, Sachgesamtheit: Blomenburg | BW                               |
| 9195 Wikidata  | Blomenburg (54° 17′ 1″ N, 10° 25′ 42″ O)              | Blomenburg: Haus „Lüttenhus“                               | Alteintragung (Aktualisierung vorgesehen) - Begründung: Alteintragung (Aktualisierung vorgesehen) - Schutzumfang: Alteintragung (Aktualisierung vorgesehen) - Denkmaltyp: Bauliche Anlage, Sachgesamtheit: Blomenburg | BW                               |
| 5256 Wikidata  | Blomenburger Allee 2–4 (54° 17′ 17″ N, 10° 25′ 46″ O) | Doppel-Wohnkate                                            | Alteintragung (Aktualisierung vorgesehen) - Begründung: geschichtlich, städtebaulich, Kulturlandschaft prägend - Schutzumfang: Alteintragung (Aktualisierung vorgesehen) - Denkmaltyp: Bauliche Anlage, Sachgesamtheit: Blomenburg | BW                               |
| 9197 Wikidata  | Blomenburger Allee 13 (54° 17′ 14″ N, 10° 25′ 47″ O)  | Haus „Eichhof“ (Verwaltungs- und Schulhaus)                | Alteintragung (Aktualisierung vorgesehen) - Begründung: Alteintragung (Aktualisierung vorgesehen) - Schutzumfang: Alteintragung (Aktualisierung vorgesehen) - Denkmaltyp: Bauliche Anlage, Sachgesamtheit: Blomenburg | BW                               |
| 9198 Wikidata  | Blomenburger Allee 16 (54° 17′ 9″ N, 10° 25′ 38″ O)   | Wohn- und Wirtschaftsgebäude                               | Alteintragung (Aktualisierung vorgesehen) - Begründung: Alteintragung (Aktualisierung vorgesehen) - Schutzumfang: Alteintragung (Aktualisierung vorgesehen) - Denkmaltyp: Bauliche Anlage, Sachgesamtheit: Blomenburg | BW                               |
| 10699 Wikidata | Blomenburger Allee 16 (54° 17′ 10″ N, 10° 25′ 38″ O)  | Scheune                                                    | Alteintragung (Aktualisierung vorgesehen) - Begründung: Alteintragung (Aktualisierung vorgesehen) - Schutzumfang: Alteintragung (Aktualisierung vorgesehen) - Denkmaltyp: Bauliche Anlage, Sachgesamtheit: Blomenburg | BW                               |
| 9196 Wikidata  | Blomenburger Allee (54° 17′ 8″ N, 10° 25′ 40″ O)      | Blomenburg: Schuppen mit Garagen                           | Alteintragung (Aktualisierung vorgesehen) - Begründung: Alteintragung (Aktualisierung vorgesehen) - Schutzumfang: Alteintragung (Aktualisierung vorgesehen) - Denkmaltyp: Bauliche Anlage, Sachgesamtheit: Blomenburg | BW                               |
| 2875 Wikidata  | Dorfplatz 8 (54° 17′ 23″ N, 10° 25′ 41″ O)            | Pastorat                                                   | Alteintragung (Aktualisierung vorgesehen) - Begründung: Alteintragung (Aktualisierung vorgesehen) - Schutzumfang: Alteintragung (Aktualisierung vorgesehen) - Denkmaltyp: Bauliche Anlage, Sachgesamtheit: Blomenburg | Fotos hochladen                  |
| 2364 Wikidata  | Dorfplatz (54° 17′ 24″ N, 10° 25′ 39″ O)              | Kirche St. Servatius mit Ausstattung                       | Alteintragung (Aktualisierung vorgesehen) - Begründung: geschichtlich, künstlerisch, städtebaulich - Schutzumfang: gesamtes Objekt - Denkmaltyp: Bauliche Anlage, Sachgesamtheit: Kirche St. Servatius | weitere Fotos \| Fotos hochladen |
| 30463 Wikidata | Friedhofsweg (54° 17′ 30″ N, 10° 25′ 44″ O)           | Neuer Friedhof: Grabkapelle Hardenberg-Blome               | Alteintragung (Aktualisierung vorgesehen) - Begründung: geschichtlich, künstlerisch, städtebaulich - Schutzumfang: Alteintragung (Aktualisierung vorgesehen) - Denkmaltyp: Bauliche Anlage | BW                               |
| 39869          | Kieler Straße 40 (54° 17′ 29″ N, 10° 25′ 23″ O)       | Wohnhaus                                                   | Wohnhaus; 1905; villenartiger, z.T. zweigeschossiger Putzbau mit schiefergedecktem Walmdach, kontrastreiche Fassadengestaltung aus roter Backsteinzier und weißen Putzflächen, Seitenrisalit zur Straße mit repräsentativem Ziergespärre, zwei Nebengebäude - Begründung: geschichtlich, künstlerisch, städtebaulich - Schutzumfang: Wohnhaus, östliches Nebengebäude, westliches Nebengebäude - Denkmaltyp: Bauliche Anlage | BW                               |
| 2206 Wikidata  | Schlosspark 1 (54° 17′ 6″ N, 10° 25′ 55″ O)           | Direktorenwohnhaus                                         | Direktorenwohnhaus; ca. 1927; schlichter eingeschossiger Backsteinbau mit mittigem Zwerchhaus und Satteldach - Begründung: geschichtlich, Kulturlandschaft prägend - Schutzumfang: gesamtes Objekt - Denkmaltyp: Bauliche Anlage, Sachgesamtheit: Blomenburg | BW                               |

## Gründenkmale
| Objekt-ID      | Lage                                      | Offizielle Bezeichnung                            | Beschreibung | Bild            |
| -------------- | ----------------------------------------- | ------------------------------------------------- | --- | --------------- |
| 9193 Wikidata  | Blomenburg (54° 17′ 9″ N, 10° 25′ 55″ O)  | Garten bei der Burg mit Stützmauern               | Alteintragung (Aktualisierung vorgesehen) - Begründung: geschichtlich, städtebaulich - Schutzumfang: gesamtes Objekt - Denkmaltyp: Gründenkmal, Sachgesamtheit: Blomenburg | BW              |
| 9199 Wikidata  | Blomenburg (54° 17′ 11″ N, 10° 25′ 54″ O) | Blomenburger Park                                 | Alteintragung (Aktualisierung vorgesehen) - Begründung: geschichtlich, Kulturlandschaft prägend - Schutzumfang: gesamtes Objekt - Denkmaltyp: Gründenkmal, Sachgesamtheit: Blomenburg                                                                                                 | Fotos hochladen |
| 12693 Wikidata | Blomenburg (54° 17′ 2″ N, 10° 25′ 35″ O)  | Waldpark der Blomenburg westlich der Hauptzufahrt | Waldpark der Blomenburg westlich der Hauptzufahrt; 2. Hälfte 19. Jh.; waldartige Parkanlage mit Spazierwegen und historischem Baumbestand - Begründung: geschichtlich, Kulturlandschaft prägend - Schutzumfang: gesamtes Objekt - Denkmaltyp: Gründenkmal, Sachgesamtheit: Blomenburg | BW              |
| 22893 Wikidata | Dorfplatz (54° 17′ 24″ N, 10° 25′ 39″ O)  | Kirchhof                                          | Alteintragung (Aktualisierung vorgesehen) - Begründung: geschichtlich, künstlerisch, Kulturlandschaft prägend - Schutzumfang: Kirchhof, Grabmale bis 1870, zwei Granittreppen, FeldsteinBöschungsmauer, Feldsteinwall - Denkmaltyp: Gründenkmal, Sachgesamtheit: Kirche St. Servatius | Fotos hochladen |

## Quelle
- Liste der Kulturdenkmale in Schleswig-Holstein – Kreis Plön (PDF)

- Karte mit allen Koordinaten:
- OSM |
- WikiMap